# Biblioteka Akademii Lubrańskiego
Biblioteka Akademii Lubrańskiego – biblioteka założona w Poznaniu w 1519 roku przez Jana Lubrańskiego.
Biblioteka stanowiła część fundacji Akademii Lubrańskiego. Fundamentem jej zasobów stanowił księgozbiór Lubrańskiego. W XVII wieku została powierzona Akademii Krakowskiej. Od 1689 roku posiadała własną drukarnię. W 1780 roku wraz ze zlikwidowaniem Akademii, zamknięta została i biblioteka, której zasoby zostały przekazane pod nadzór Komisji Edukacji Narodowej. Miała zostać przekazana do planowanej Akademii Wielkopolskiej, ale ostatecznie w 1784 roku księgozbiór trafił do Wojewódzkiej Szkoły Wydziałowej, a większą jej część trafiła do Gimnazjum św. Marii Magdaleny. W wieku XVIII w budynku gimnazjum powstała biblioteka kapitulna a w latach 1924–1925 Archiwum Archidiecezjalne.
Biblioteka liczyła kilka tysięcy woluminów, głównie klasyków starożytnych. Prócz księgozbioru Lubrańskiego w jej skład wchodziły woluminy pochodzące z darów kanoników poznańskich m.in. Mikołaja Zalaszowskiego oraz druki pochodzące z Biblioteki kapitulnej wcielonej w 1628 roku.